# Celtowie na ziemiach czeskich

Rozprzestrzenianie się Celtów

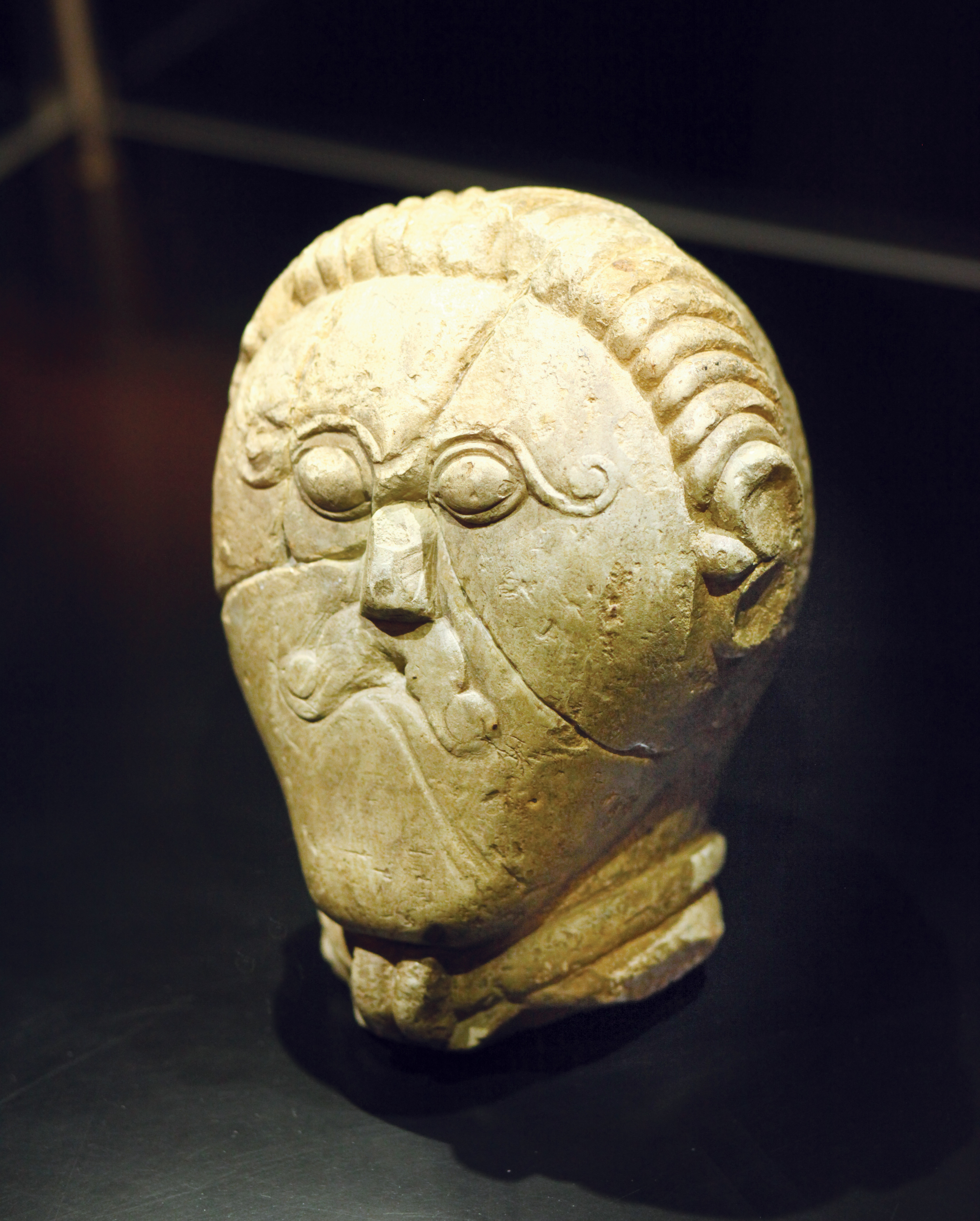
Celtycka głowa z miejscowości Mšecké Žehrovice, późna kultura lateńska

Celtowie na ziemiach czeskich – Celtowie są najstarszym historycznie udokumentowanym ludem na obszarze Czech i Moraw. Zachodnie i południowe Czechy sąsiadowały z kolebką Celtów, która znajdowała się na obszarze rozciągającym się od Szampanii przez Bawarię do północno-zachodniej Austrii.
Z wczesnej doby celtyckiej (VI-V w. p.n.e.) pochodzi prawie pięćdziesiąt grodzisk w południowych i środkowych Czechach, które zanikły w IV w. p.n.e. w związku z przemianami społecznymi.
Od przełomu V i IV w. p.n.e. w kilku falach przybywały do środkowej Europy nowe plemiona celtyckie  z Europy zachodniej. Ich wcześniejsze siedziby leżały we wschodniej Francji, południowo-zachodnich Niemczech i przyległej części Szwajcarii. W IV w. p.n.e. przybyli z zachodu Celtowie zajęli najbardziej płodne ziemie czeskie.
Celtowie na ziemiach czeskich mieszkali początkowo w domostwach i chatach rozproszonych wśród ziem użytkowanych rolniczo. Budowali warowne grodziska, ale służyły one jako refugia w czasach wojen i niepokojów. Osiedla typu miejskiego – oppida, zaczęto budować z kilku powodów – rosnący majątek ruchomy poszczególnych rodzin potrzebował lepszej ochrony, pragnienie lepszej integracji w celu organizacji handlu dalekosiężnego potrzebowała większej centralizacji, w tym czasie nasiliły się też najazdy Germanów z północy oraz nacisk Rzymu z południa.
Z wykopalisk archeologicznych wynika, że Celtowie żyli w rodzinnych klanach, żyjących osobno, czasem w znacznym oddaleniu, w otwartych budynkach. Później niektóre z nich, zwłaszcza te zajmujące się rzemiosłem, przeniosły się do osiedli typu miejskiego, ale dalej żyły w osobnych budynkach, oddzielonych od siebie nawzajem. Do łączenia rodzin (klanów) dochodziło poprzez małżeństwa, ale można założyć, że kobiety przeprowadzały się do domu swojego męża. Jest prawdopodobne, że najsilniejsze i najbogatsze klany tworzyły celtycką elitę, a na danym terytorium dyktowały warunki życia. Większe jednostki administracyjne, o ile w ogóle powstawały, nie miały długiego żywota. Pod jedną władzą żyli mieszkańcy jednego oppidum i jego okolicy, którzy je zaopatrywali w żywność. Czy kierowanie takim ludem spoczywało w rękach jednostki, jednego klanu, czy rady starszych mogło się zmieniać od krainy do krainy, a także w różnych okresach czasu. Znaczenie polityczne oppidum  zasadzało się na jego funkcji obronnej – tworzyło refugium, czyli miejsce schronienia dla okolicznej ludności w przypadku zagrożenia, a także było miejscem stacjonowania wojowników. We wcześniejszym okresie każdy musiał władać mieczem, łącznie z kobietami, które czynnie uczestniczyły w wielu bitwach jako wojowniczki. Później część 
wojska się sprofesjonalizowała biorąc na siebie obronę pozostałych.
Upadek kultury celtyckiej przypisuje się właśnie ich niemożności wytworzenia większych organizmów państwowych. W wypadku najazdów Germanów, czy ataków rzymskich legionów, ich decentralizacja powodowała, że przegrywali i tracili jeden obszar po drugim, opuszczali jedno oppidum po drugim, aż w końcu zniknęli całkowicie z czeskich ziem. W ostatnim stuleciu p.n.e. ze wschodu i południa do czeskich ziem przybliżały się granice imperium rzymskiego i nacisk wojsk rzymskich stawał się nieznośny. W tym samym okresie na ziemie celtyckie zaczęły od północy napadać plemiona germańskie, przede wszystkim Markomanowie i ten podwójny nacisk doprowadził do rozpadu społeczności celtyckiej w Czechach. Na początku naszej ery w Czechach więcej było Germanów niż Celtów. Plemiona celtyckie częściowo wycofywały się na zachód, a częściowo zostały wchłonięte przez inne narody.

## Bojowie w Czechach
Jednym z plemion celtyckich obecnych na ziemiach czeskich byli Bojowie. Było to potężne plemię, składające się z kilku gałęzi. Jedna z grup Bojów osiedliła się w IV w. p.n.e. w środkowych i północno-zachodnich Czechach. Ich kultura różniła się od kultury Celtów z południowych Czech. Dla pozostałych Celtów typowe było budowanie kurhanów, podczas gdy Bojowie dokonywali pochówków szkieletowych. Najważniejsze osady Bojów (oppida) dały początek późniejszym miastom. Były to przede wszystkim oppidum w Stradonicach (niedaleko Berouna), gdzie bito złote monety, oppidum Závist, Staré Hradisko na Moravě (między Boskovicami a Prościejowem), a na Słowacji Bratysława. Swą potęgę zawdzięczali eksploatacji bogactw mineralnych. Ich najpotężniejsze oppidum zlokalizowane było w miejscowości Závist nad Wełtawą. W II i I w. p.n.e., gdy ziemie czeskie stały się celem najazdów plemion germańskich, część Bojów przeniosła się na obszar dzisiejszej południowo-zachodniej Słowacji i Austrii. W końcu około 10 r. p.n.e. Bojowie zostali podbici przez Markomanów pod wodzą Marboda. Na Słowacji przetrwali nieco dłużej.
Bojowie dali nazwę Czechom w wielu językach, począwszy od średniowiecznej łaciny – Boiohaemum, Boiohaemia, Bohemia (kraina Bojów), niemieckim – Böhmen. Inne nazwy związane z Bojami, to Bawaria – Baiowaria i Łużyce – Boica

## Literatura
- Jan Filip: Keltové ve střední Evropě, Praha 1956
- Petr Drda, Alena Rybová: Keltové a Čechy, Academia, Praha 1998, 196 s., ISBN 80-200-0732-6
- Petr Drda, Alena Rybová: Keltové v Čechách, Academia, Praha 2002, ISBN 80-200-0732-6
- Jan Bouzek: Keltové českých zemí v evropském kontextu, Triton, Praha 2009, ISBN 978-80-7387-233-5
- Jiří Waldhauser: Encyklopedie Keltů v Čechách, Libri, Praha 2011, 592 s., ISBN 80-7277-053-5